# Internationell miljörätt
Internationell miljörätt består i internationella avtal och överenskommelser, som stater frivilligt ingår med varandra.
Att utveckla regler och avtal för att skydda miljön är inte meningsfullt om inte reglerna åtföljs av metoder för att garantera implementering och säkerställa efterlevnad av avtalet. Detta gör att utformningen av efterlevnadsmekanismer är en av de viktigaste frågorna vid förhandlingen av multilaterala miljöavtal.

## Internationell miljörätt ur ett historiskt perspektiv

### Första perioden
De först tvisterna om miljö avsåg främst reglering av tvister om gränsöverskridande problem vid vattendrag som floder och sjöar. Som exempel kan nämnas överenskommelsen rörande de stora sjöarna belägna mellan USA och Kanada i vilken fastställdes att vattnet på den ena sidan av en sjö inte fick förorenas så att skador på hälsa eller egendom uppkom på andra sidan.
Typiskt för denna första period var att arbetet med att bekämpa föroreningar begränsades till ett fåtal företeelser där skadekällan relativt enkelt kunde identifieras. Ett annat typiskt drag under denna initiala period var att inga metoder skapades för att tillförsäkra att de rättsliga skyldigheterna uppfylldes eller genomfördes.

### Andra perioden
Skapandet av FN inledde en andra period under vilken flera internationella organisationer och underorganisationer till FN. Bland annat behandlades oljeutsläpp, kärnvapentester, våtmarker, havsmiljö, kvaliteten på dricksvattnen och dumpning av sopor till havs.
1954 års oljeskyddskonvention, International Convention for the Prevention of Pollution of Sea by Oil, som antogs av 42 stater, trädde i kraft 1958.
För svensk del följdes den upp med ändringar genomförda 1972 genom Kungl. Majrts Prop. 1972:38

### Tredje perioden
Den tredje perioden började med Stockholmskonferensen 1972 och varade fram till UNCED
i Rio de Janeiro 1992.
Ett utmärkande drag för perioden var att den internationella miljörätten främst var inriktad på att skydda speciella sektorer såsom hav, atmosfär, vilda djur och växter. Under 1980- talet blev det dock tydligt att sektorsindelningen var ett otillräckligt angreppssätt att förhindra miljöförstörelse..

### Fjärde perioden
Under Riokonferensen 1992 skapades 
1. Riodeklarationen[4]
2. Agenda 21 [5]
3. Ramkonventionen för om klimatförändringar
4. Konventionen om biologisk mångfald

Sammanfattning av Agenda 21 

## Internationell miljörätt idag
En tydlig trend som utvecklats under senare år är skiftet från reparation av skadade privata intressen till återställande av miljön per se och att miljöhänsyn ska integreras och tas i beräkning vid alla aktiviteter.

### Staters suveränitet
Den kan uppdelas på 
- Inre suveränitet det vill säga att en stat har ensam

makt i form av verkställande, lagstiftande och dömande makt inom sitt territorium och ingen annan stat eller utländsk rätt (förutom den internationella rätten) har jurisdiktion.
- Yttre suveränitet det vill säga att alla stater är oberoende och att de är lika och jämbördiga. I detta ligger en stark konflikt stater emellan om vems suveränitet som ska bestämma när gränsöverskridande föroreningar skapas i den ena staten och även den andra drabbas.

### Internationella Miljökonventioner
En internationell miljökonvention är ett fördrag mellan minst två, men oftast flera stater.
När en konvention har undertecknats och ratificerats av det antal stater som krävs, träder konventionen i kraft. De fördragsslutande parterna förväntas frivilligt inarbeta konventionsbesluten i sin nationella lagstiftning.

### EUoch miljön
EU:s miljöpolitik bygger på övertygelsen att strikta miljökrav stimulerar innovation och affärsmöjligheter och att de politiska åtgärderna inom ekonomi, sociala frågor, näringsliv och miljö måste samordnas.
Fyra områden är särskilt viktiga
- klimatförändringarna
- naturskydd och biologisk mångfald
- miljö och hälsa
- förvaltning av naturresurser och avfallshantering.

EU:s miljöpolitik styrs av försiktighetsprincipen och principen att förorenaren ska betala.
- Sjätte miljöhandlingsprogrammet[9]

- IPPC-direktivet syftar till att samordnade åtgärder för att förebygga och begränsa föroreningar.[10]

## Fotnoter
1. ↑  Uppsats Efterlevnad av internationella miljökonventioner av Karin Börjesson Göteborgs Universitet sid 9
2. 1 2  Uppsats Efterlevnad av internationella miljökonventioner av Karin Börjesson Göteborgs Universitet sid 10
3. ↑  Prop 1972:38 http://www.riksdagen.se/webbnav/?nid=37&doktyp=prop&rm=1972&bet=38&dok_id=FV0338
4. ↑  ”Arkiverade kopian”. Arkiverad från originalet den 20 mars 2009. https://web.archive.org/web/20090320071037/http://www.regeringen.se/content/1/c6/01/86/84/42a35d54.pdf. Läst 6 juni 2009.
5. ↑  ”Arkiverade kopian”. Arkiverad från originalet den 25 februari 2009. https://web.archive.org/web/20090225133606/http://www.regeringen.se/sb/d/6936. Läst 6 juni 2009.
6. ↑  Sammanfattning av Agenda 21 ”Arkiverade kopian”. Arkiverad från originalet den 6 mars 2009. https://web.archive.org/web/20090306200110/http://www.regeringen.se/content/1/c6/01/86/84/6de2900f.pdf. Läst 6 juni 2009.
7. ↑  Uppsats Efterlevnad av internationella miljökonventioner
8. ↑  Uppsats Efterlevnad av internationella miljökonventioner sid 33
9. ↑  ”Arkiverade kopian”. Arkiverad från originalet den 1 maj 2009. https://web.archive.org/web/20090501204949/http://europa.eu/scadplus/leg/sv/lvb/l28027.htm. Läst 6 juni 2009.
10. ↑  ”Arkiverade kopian”. Arkiverad från originalet den 2 februari 2009. https://web.archive.org/web/20090202171228/http://europa.eu/scadplus/leg/sv/lvb/l28045.htm. Läst 6 juni 2009.